# التسريعية
التسريعية هي مذهب من يقول أن تسريع الرأسمالية كفيل بتحقيق تغيير اجتماعي جذري.